# Trnava (Novi Pazar)
Trnava (srbsky Трнава) je vesnice nacházející se v jižní části Srbska, administrativně spadající pod opštinu Novi Pazar (obec) Novi Pazar v centrálním Srbsku, regionu Raška. V roce 2011 zde žilo 946 obyvatel, počet obyvatel vsi od roku 1961 mírně roste. Obyvatelstvo je v drtivé většině Bosňácké národnosti. K jiným národnostem, např. srbské, se přihlásilo jen několik desítek lidí.
Stejně jako jiné vesnice v regionu má i Trnava nesouvislou zástavbu, která nemá své jádro a na severozápadním okraji plynule přechází v další ves, Brđani. Terén je kopcovitý, průměrná nadmořská výška se pohybuje okolo 700 m n. m. Z vesnice je výhled na město Novi Pazar.
Vesnicí prochází silnice, která spojuje Novi Pazar se severním Kosovem, přesněji městem Leposavić. Kromě toho tudy také prochází ve stejném směru i vedení vysokého napětí. V obcí stojí mešita a hřbitov. Jihovýchodně od obce se nachází kopec Žežnica.